# مارك رولينسون
مارك رولينسون (بالإنجليزية: Mark Rawlinson)‏ هو لاعب كرة قدم بريطاني في مركز الوسط، ولد في 9 يونيو 1975 في بولتن في المملكة المتحدة. لعب مع نادي اتحاد مانشستر ونادي إكزتر سيتي ونادي بورنموث ونادي ويموث.

## وصلات خارجية
- مارك رولينسون على موقع قاعدة بيانات كرة القدم.إي يو (الإنجليزية)
- مارك رولينسون على موقع Soccerbase.com (لاعب) (الإنجليزية)
- مارك رولينسون على موقع عالم كرة القدم.نت (الإنجليزية)